# Các thánh tử đạo Trung Quốc
Các thánh tử đạo Trung Quốc (phồn thể: 中華殉道聖人; giản thể: 中华殉道圣人; bính âm: Zhōnghuá xùndào shèngrén), hay còn gọi là thánh Augustino Zhao Rong và các bạn tử đạo, là 120 vị thánh của Giáo hội Công giáo, trong đó có 87 vị là người Trung Quốc và 33 vị là thừa sai Tây phương với vị tử đạo tiên khởi là thừa sai Phanxicô Fernández de Capillas. Từ thế kỷ 17 cho đến thập niên 1930, những tín hữu trên đã phải chịu tử đạo vì thực hiện thừa tác vụ của mình và từ chối bỏ đạo.
Trong cuộc khởi nghĩa Nghĩa Hòa Đoàn (1899–1901) diễn ra ở miền bắc Trung Quốc, những nông dân chống phương Tây đã sát hại hơn 30.000 tân tòng Kitô giáo người Trung Quốc cùng với nhiều thừa sai Tây phương và một số người nước ngoài khác.
Theo Lịch Chung Rôma năm 1969, ngày 9 tháng 7 được đặt làm ngày lễ kính các thánh tử đạo Trung Quốc với bậc lễ nhớ tự do.